# All Me
Singles de Drake
Live For
(2013) Pound Cake
(2013)
All Me est un single du rappeur canadien Drake en featuring avec Big Sean et 2 Chainz, issu du troisième album studio de Drake Nothing Was the Same. La chanson a été produite par Key Wane. La chanson a été certifiée disque de platine en se vendant à plus de 1 000 000 d'exemplaires aux États-Unis.

## Classement
| Classement                             | Meilleure position |
| -------------------------------------- | ------------------ |
| U.S. Billboard Hot 100                 | 20                 |
| U.S. Hot R&B/Hip-Hop Singles & Tracks  | 6                  |
| France (SNEP)                          | 141                |
| Canada Canadian Hot 100                | 72                 |
| UK Singles The Official Charts Company | 112                |

### Classement annuel
| Classement (2012)                     | Position |
| ------------------------------------- | -------- |
| U.S. Hot R&B/Hip-Hop Singles & Tracks | 71       |
| U.S. Hot Rap Tracks                   | 47       |

## Certifications
| Pays       | Certification | Ventes certifiées |
| ---------- | ------------- | ----------------- |
| États-Unis | Platine       | 1 000 000         |